# Karl Heinrich Sack

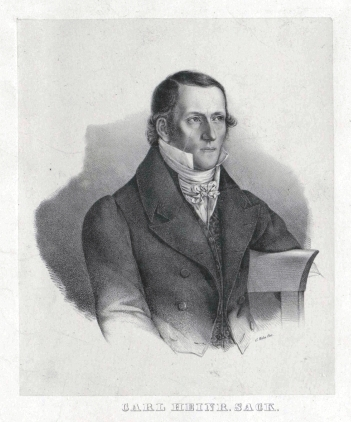
Karl Heinrich Sack

Karl Heinrich Sack (* 17. November 1789 in Berlin; † 16. Oktober 1875 in Poppelsdorf bei Bonn) war ein evangelischer deutscher Theologe.

## Leben
Seine Eltern waren der Oberhofprediger und spätere Bischof Friedrich Samuel Gottfried Sack und Johanna geb. Spalding (Tochter des Berliner Propstes Johann Joachim Spalding; 1714–1804).
1805 begannen er und sein Bruder Friedrich Ferdinand Adolf mit ihrem Studium an der Universität Göttingen. Während sein Bruder Theologie studierte, entschied Karl Heinrich sich für ein Jurastudium; für ein Theologiestudium hielt er sich angesichts seiner Glaubenszweifel für unwürdig. 1810 kehrte er nach Berlin zurück, wo Friedrich Schleiermacher großen Eindruck auf ihn machte. 1813 und 1815 zog er als Freiwilliger in den Krieg. Danach trat er in das Berliner Domkandidatenstift ein. Er erhielt ein Stipendium für eine Reise durch Deutschland, Holland und England. Danach habilitierte er sich an der Berliner Friedrich-Wilhelms-Universität und wurde Privatdozent der Theologie.
1818 wurde er theologischer Professor in Bonn und ab 1819 zugleich Pfarrer in der dortigen neubegründeten evangelischen Gemeinde, wobei ihn ab 1823 seine Gattin unterstützte. 1819 brachte er die kleine Schrift Idee und Entwurf der christlichen Apologetik heraus, mit der er die im Winterhalbjahr 1819/20 zu haltenden apologetischen Vorlesungen ankündigte. Befreundet war er mit dem nach Bonn berufenen Karl Immanuel Nitzsch und Friedrich Lücke, der sich von 1816 bis 1827 in Bonn aufhielt. Wie die beiden gehörte auch Sack zu den Vertretern der Vermittlungstheologie. Im Jahre 1823 heiratete Sack Bertha Carolina Franziska Jacobi (1804–1874), eine Tochter des Medizinalrats und Psychiaters Maximilian Jacobi und Enkelin des Philosophen Friedrich Heinrich Jacobi.
Nachdem Johann Friedrich Ferdinand Delbrück die Brauchbarkeit der heiligen Schrift als Grundlage der evangelischen Kirche bestritten hatte, veröffentlichte er 1827 in Bonn Drei theologische Sendschreiben an Dr. Delbrück. 1829 brachte er als Grundlage seiner Vorlesungen den Versuch eines Handbuchs der christlichen Apologetik heraus. Zu einer angeerbten Neigung zur Schwermut gesellte sich die Meinung, den Pflichten seines Doppelamtes nicht zu genügen, woraufhin er 1834 die Pfarrstelle aufgab, um sich mehr der wissenschaftlichen Arbeit widmen zu können.
1838 veröffentlichte er in Hamburg sein zweites wichtiges Werk über Christliche Polemik. 1841 brachte er als Neuauflage seine Christliche Apologetik heraus. Er unterscheidet wie Schleiermacher Apologetik und Apologie als Theorie und Praxis.
Anfang der 1840er Jahre erhielt er auf Veranlassung seines Schwagers, des Kultusministers Johann Albrecht Friedrich von Eichhorn, den Auftrag, nach Schottland zu reisen und die Geschichte und das Wesen der presbyterianischen Verfassung der schottischen Kirche, insbesondere die Entstehung und Gestaltung der Free Church of Scotland zu erforschen. Hierüber schrieb er Die Kirche in Schottland (Heidelberg 1844) und später einen Aufsatz Über die äußeren Verhältnisse der freien Kirche in Schottland (Deutsche Zeitschrift von D. K. F. Th. Schneider, 1857, Nr. 3). Als Mitglied der Generalsynode 1846 der Landeskirche in Preußen setzte er sich für eine presbyterial-synodale Kirchenverfassung nach Vorbild der Rheinisch-Westfälischen Kirchenordnung sowie für die Klärung der Grundlagen der preußischen Union ein. 1847 wurde er Konsistorialrat in Magdeburg. 1860 ließ er sich emeritieren und wirkte noch bis 1862 als Honorarprofessor in Berlin, kehrte dann aber ins Rheinland zurück.
Das Grab von Karl Heinrich Sack befindet sich auf dem Alten Friedhof in Bonn.

## Werke (Auswahl)
- Werth und Reiz der Theologie und des geistlichen Standes: Reden an deutsche Jünglinge. Realschulbuchhandlung, Berlin 1814.
- Für die Vereinigung der lutherischen und der reformirten Kirche: Wider die 21 letzten der 95 Sätze von Claus Harms. Realschulbuchhandlung, Berlin 1817 (Digitalisat).
- Ansichten und Beobachtungen über Religion und Kirche in England. Realschulbuchhandlung, Berlin 1818.
- Idee und Entwurf der christlichen Apologetik. Weber, Bonn 1819.
- Katchismus der christlichen Lehre. Bonn 1819.
- Commentationes, Quae Ad Theologiam Historicam Pertinent, Tres. Weber, Bonn 1821.
- Vom Worte Gottes. Eine christliche Verständigung. Weber, Bonn 1825 (zus. mit Karl Ludwig Nitzsch u. Gottfried Christian Friedrich Lücke).
- Christliche Apologetik: Versuch eines Handbuchs. Perthes, Hamburg 1829.
- Predigt am Feste der Uebergabe der Augsburgischen Konfession, den 25 Junius 1830 in der evangelischen Kirche zu Bonn. Weber, Bonn 1830 (Digitalisat).
- Die Göttlichkeit der Bibel: In fünf Gesängen. Becker, Elberfeld 1832.
- Letzte Amtspredigt gehalten am 30. November 1834. Bonn 1834.
- Bemerkungen über den Standpunkt der Schrift: Das Leben Jesu von Strauß. Weber, Bonn 1836 (Digitalisat).
- Christliche Polemik. Perthes, Hamburg 1838 (Digitalisat).
- Die katholische Kirche innerhalb des Protestantismus und ihr Recht, vorzüglich in den gemischten Ehen. Bachem, Köln 1838 (Digitalisat).
- Die Kirche von Schottland: Beiträge zu deren Geschichte und Beschreibung. 2 Bde., Winter, Heidelberg 1844–1845 (Digitalisat Bd. 1; Digitalisat Bd. 2).
- Ueber die katechetische und homiletische Behandlung der Lehre von der göttlichen Dreieinigkeit, zwei Abhandlungen. Perthes, Hamburg 1853 (Digitalisat).